# 蔣依依
蔣依依（英語：Olivia Jiang，2001年1月1日—），北京人，中國大陆女演員，1歲出道，曾拥「童星第一美女」之稱，参与的作品超過70部。大学时為中央戲劇學院新生代表，被評「中戲校花」。2018年憑《天坑鷹獵》表演，獲得热度与口碑。近年其他作品包括《旋風少女》、《帶著爸爸去留學》、《哪吒降妖記》、《贅婿》。

## 演藝經歷
出生於北京，有個人工作室，熱愛表演藝術，在兼顧學業的同時平均每年高產拍攝四至五部劇集。1歲時拍廣告出道，短短數年拍攝超過100部廣告，15年來出演70個角色，曾飾演《笑著活下去》的晏陽、《美人心計》的慎兒和王娡、《神鵰俠侶》的郭芙、《旋風少女》和《旋風少女2》的金敏珠、《班淑传奇》的江綾、《天坑鷹獵》的小紅果、《帶著爸爸去留學》的武丹丹、《三千鸦杀》的帝女、《哪吒降妖記》的哪吒 、《赘婿》的刘西瓜等劇集角色。

## 人物生平

### 兒童時期
蔣依依家境富裕，幼年從藝，初為廣告童星，五歲時出演影視作品。在電視劇中飾演過39位女主角的童年角色，被業界評為「小戲骨」。

### 小學時期
蔣依依未滿10歲時曾指責劇組新人副導演不專業的問題，在微博上表示「新人不懂得演員的安排，累演員要等7、8個小時，真是可笑了。」「小戲骨」之名源於小學時拍《男媒婆》，任程偉認為她在演戲方面很有自己的獨特見解，有種老戲骨的感覺，一點都不怯場，表情、動作、台詞表演非常到位，演起戲來一點都不含糊，讓不知道怎樣演的搭檔信心倍增。2010年，《美人心計》中分飾小聶慎兒和小王娡，角色可愛靈動，給觀眾留下深刻印象。

### 中學時期
2013年參與主演演古裝武俠劇《神鵰俠侶》飾演小郭芙，與吳磊為合作多年的螢幕經典搭檔，被譽為最受觀眾歡迎的小「國民CP」。同年蔣依依與張子楓在《宮鎖沉香》中，分別扮演片中趙麗穎與周冬雨的童年角色，她在拍攝此影片前已參演超過10部電影，電影表演經驗豐富，然而之後並沒向電影方面發展。
2015年，與楊洋、胡冰卿、吳磊合作收視冠軍電視劇《旋風少女》，在劇中飾演來自韓國的元武道少女金敏珠，為表演角色學習了跆拳道和韓語，獲觀眾稱讚為劇集最出彩角色之一。
2016年，自小讀北京國際學校的蔣依依參加中考在滿分580分中取得了479分的成績，其中滿分120分的英語取得了113分。

### 高中時期
2018年，與王俊凱、文淇合作的冒險題材勵志劇《天坑鷹獵》在優酷視頻播出，蔣依依在劇中特別主演小紅果。
2019年5月，蒋依依獲北京現代音樂研修學院頒發傑出校友獎「銀穗獎」，以表彰她在其專業領域有突出表現。
2019年6月，與孫紅雷、辛芷蕾、曾舜晞合作主演的都市劇《帶著爸爸去留學》，在劇中飾演武丹丹并大秀流利英語，其演技台詞受到好評，劇集在東方衛視、浙江衛視播出收視率高企。

### 大學初期
2019年7月，蒋依依高考成績454分，就讀中央戲劇學院19年表演系。
2019年8月，蔣依依被網友稱讚是新一屆的「中戲校花」，同月蔣依依的新浪微博粉絲人數超過八百萬。
2019年9月9日，中央戲劇學院举行新生开学典礼，蔣依依作为新生代表上台发言：“我小時候有幸和很多中戲的前輩合作，他們教我『學藝先學德，做戲先做人』，向前辈学习，更加严格要求自己，不做肤浅之人，不做无信之人，不做无德之人”。
2019年10月，蒋依依參加吳磊的綜藝《亲爱的客栈3》，與合作過的好友張雪迎、李蘭迪、林心如重聚。
2020年3月，蒋依依客串出演帝女公主的《三千鸦杀》走紅，演出一段「東風桃花舞」，受觀眾贊賞。
2020年6月，蒋依依主演的《哪吒降妖記》在湖南卫视播出，csm59城市网平均收視率超過1.270%（全國網平均收視0.52%），為湖南卫视該年首部市场份額平均破6%的電視劇，為近年周播劇同時段收視冠軍，蒋依依成功領銜又一部廣受歡迎的48集暑假神劇，不少觀眾表示著迷于蒋依依演活了的新版哪吒，家里老少都喜歡她的演繹。
2020年6月，蒋依依進組拍攝古裝劇《贅婿》。同年擔任古風劇《你是我的永恒星辰》女主角。
2020年7月，蒋依依參加綜藝《奔跑吧第四季》第11期錄影，其為跑男第100期特輯。
2021年2月，蒋依依主演網播冠軍劇《贅婿》中的劉西瓜人氣急升，角色受到觀眾廣泛好評，也成為她的代表作之一。
2021年，蒋依依成为中国共产党预备党员 。

### 大學後期
2021年暑期，蒋依依修讀駕駛學校考取車牌。9月就讀中戲大三年級。2022年，準備拍攝《赘婿2》。
2022年，蒋依依成为中国共产党正式党员。

## 個人生活

### 興趣爱好
蒋依依擅長算術和設計，參加全國算數術大賽和藝術設計大賽獲得優勝獎項。從小培養的興趣才能還有滑板、滑雪、游泳、打泰拳、玩魔方、繪畫、写作、騎馬、跳舞，跆拳道，也學過鋼琴以及吉他等樂器。

### 家庭背景
蔣依依出生於北京.

### 名字起源
蔣依依出生於2001年1月1日，是星期一，也是21世紀的第一天，還比預產期提早11日出生，所以得名“依依”（諧音11）。
蔣依依出生於元旦（庚辰年戊子月甲子日），生肖龍，星座摩羯座，粉絲團叫薰依草，應援色是紫色（薰衣草的顏色），代表數字是1。小時候曾用英文名Luna（意為“月亮”）、Angelina（意為“天使”），長大後改名為Olivia（意為“橄欖樹”）。

### 感情生活
2017年，蔣依依在採訪時透露個人從沒有愛情經歷，並認為親情、友情、健康、事業都比愛情重要，理想型是有男子氣慨、有擔當的男生，要能力品德、誠意兼備。

## 健康問題
2017年10月，因拍攝《哪吒降妖記》大量親身上陣的武打戲而左膝受傷。2019年，舊傷復發。自從足傷後，敏捷度有所減弱。

## 影视作品

### 电视剧
| 首播年份 | 剧名                  | 角色                | 备注               |
| 2007年   | 《笑著活下去》        | 晏陽(童年)          |                    |
| 2007年   | 《忘不了》            | 張小毛              |                    |
| 2007年   | 《四世同堂》          | 妞子(童年)          |                    |
| 2007年   | 《夜奔》              | 夏天池(童年)        |                    |
| 2008年   | 《母儀天下》          | 傅瑤(童年)          |                    |
| 2008年   | 《大生活》            | 魚兒(童年)          |                    |
| 2008年   | 《親愛的敵人》        | 穆童(童年)          | 又名《親愛的別哭》 |
| 2008年   | 《倚天屠龍記》        | 殷離(童年－小蛛兒)  |                    |
| 2008年   | 《父親的諾言》        | 飛飛                |                    |
| 2008年   | 《茶館》              | 王小花              |                    |
| 2009年   | 《故夢》              | 陸海棠(童年)        |                    |
| 2009年   | 《賢妻良母》          | 欣悅(童年)          |                    |
| 2009年   | 《美人心計》          | 聶慎兒/王娡(童年)   |                    |
| 2010年   | 《蒼穹之昴》          | 李玲玲(童年)        |                    |
| 2010年   | 《曾經與你有個夢》    | 小芳                |                    |
| 2010年   | 《我們是一家人》      | 秋秋                |                    |
| 2010年   | 《被欺淩的女人》      | 玉葉(童年)          |                    |
| 2010年   | 《大河套》            | 桂英(童年)          |                    |
| 2010年   | 《浪漫向左婚姻往右》  | 小雨                |                    |
| 2011年   | 《唐宮美人天下》      | 心兒(童年)          |                    |
| 2011年   | 《後宮》              | 春華/紫雲(童年)     |                    |
| 2011年   | 《被遗弃的秘密》      | 六六(童年)          |                    |
| 2011年   | 《霧都》              | 秭歸                |                    |
| 2011年   | 《養女》              | 梅子(童年)          |                    |
| 2012年   | 《芬芳歲月》          | 芬芳(童年)          |                    |
| 2012年   | 《天涯明月刀》        | 翠儂/明月心(童年)   |                    |
| 2012年   | 《王的女人》          | 呂樂(童年)          |                    |
| 2013年   | 《笑傲江湖》          | 任盈盈(童年)        |                    |
| 2013年   | 《乱世豪情/浦江危情》 | 沈海萍(童年)        |                    |
| 2013年   | 《怒海情仇》          | 唐如茵(童年)        | 又名：胜利者       |
| 2013年   | 《蘭陵王》            | 楊雪舞(童年)        |                    |
| 2014年   | 《男媒婆》            | 周冰冰              |                    |
| 2014年   | 《花灯满城》          | 憶雲                |                    |
| 2014年   | 《神鵰俠侶》          | 郭芙(童年)          |                    |
| 2015年   | 《乞丐大掌柜》        | 姚珍珍(少年)        |                    |
| 2015年   | 《旋风少女第一季》    | 金敏珠              |                    |
| 2015年   | 《青岛往事》          | 小嫚(童年)          |                    |
| 2015年   | 《大汉情缘之云中歌》  | 霍云歌(童年)/诺言   |                    |
| 2015年   | 《班淑傳奇》          | 江绫                |                    |
| 2015年   | 《正義聯盟》          | 果果                | 2009年拍攝         |
| 2015年   | 《少帅》              | 少年凤至            |                    |
| 2016年   | 《海棠依旧》          | 中常媛              |                    |
| 2016年   | 《旋风少女第二季》    | 金敏珠              |                    |
| 2016年   | 《有你就好》          | 香菜                | 原名:九年          |
| 2017年   | 《楚乔传》            | 卷毛頭              | 第1集就領便當角色  |
| 2017年   | 《林海雪原》          | 小常宝              |                    |
| 2017年   | 《端脑》              | 晴知                | 网络剧             |
| 2018年   | 《天坑鹰猎》          | 小红果              | 特別演出           |
| 2019年   | 《带着爸爸去留学》    | 武丹丹              |                    |
| 2020年   | 《三千鸦杀》          | 驪國公主、帝女      | 特別演出（1、2集） |
| 2020年   | 《哪吒降妖记》        | 哪吒                |                    |
| 2021年   | 《赘婿》              | 刘大彪 小名：刘西瓜 | 网络剧             |
| 2021年   | 《北轍南轅》          | 彭蔓                | 网络剧，客串       |
| 2023年   | 《你是我的永恒星辰》  | 林小笛              | 网络剧，2019年拍攝 |
| 2023年   | 《凌云志》            | 金絲雀              | 2017年拍攝         |
| 2025年   | 《浴血荣光》          | 伍若兰              |                    |
| 未播     | 《当我们爱在一起》    | 花朵                | 2015年拍攝         |
| 未播     | 《梦回朝歌》          | 灵儿                | 2016年拍攝         |
| 未播     | 《谜·途》             | 贝乐乐              | 2017年拍攝         |
| 待播     | 《花间酒人间月》      | 莫月盈              |                    |
| 待播     | 《女神蒙上眼》        |                     |                    |
| 待播     | 《依然的喜事》        | 李依然              | 网络剧             |

### 电影
| 上映年份 | 电影名                 | 角色         | 备注 |
| 2007年   | 《小雨》               | 小雨         |      |
| 2008年   | 《江山美人》           | 飛兒(童年)   |      |
| 2009年   | 《衡水湖的孩子們》     | 張蕾         |      |
| 2009年   | 《火星寶貝之火星沒事》 | 可哥         |      |
| 2009年   | 《飞飞》               | 飞飞         |      |
| 2010年   | 《命系琴弦》           | 小小         |      |
| 2010年   | 《情回鷺島》           | 劉念(童年)   |      |
| 2010年   | 《舞蹈系》             | 小花         |      |
| 2011年   | 《幸福額度》           | 莫曉青(童年) |      |
| 2011年   | 《夏日樂悠悠》         | 夏米(童年)   |      |
| 2013年   | 《恶战》               | 小花         |      |
| 2013年   | 《一夜惊喜》           | 小米雪       |      |
| 2013年   | 《宮鎖沉香》           | 琉璃(童年)   |      |
| 待上映   | 《心动保单》           |              |      |

### 微电影
| 播出年份 | 作品名称           | 角色       | 备注 |
| 2014年   | 《霾没了》         | 脚踏车少女 |      |
| 2015年   | 《我的奇葩女班长》 | 丁敏       |      |
| 2016年   | 《穿越山谷》       | 江珊       |      |

### MV作品
| 年份   | MV名称       | 合作艺人      |
| 2002年 | 《绿色背影》 | 张迈          |
| 2008年 | 《在这里》   | 孙楠          |
| 2009年 | 《国家》     | 成龙          |
| 2009年 | 《因为爱你》 | 魏佳庆        |
| 2010年 | 《大爱天下》 | 何塞·卡雷拉斯 |
| 2011年 | 《想起了你》 | 阿鲁阿卓      |

## 獎項紀錄
- 北京現代音樂研修學院傑出校友獎「銀穗獎」
- 全國第三屆珠心算比賽優勝獎
- 北京市珠心算比賽二等獎
- 安徽省第二届艺术作品大赛美术作品少儿组金奖
- 创星网视频比赛少儿组金奖

## 争议事件
2023年9月3日，微博网友发布消息提到，自己于2023年2月实名向税务局举报蒋依依偷税漏税问题，并于7月收到稽查局检查告知书。金华市税务局于2023年7月31日下发告知书，确认了蒋依依个人存在偷税漏税违法情况，提到税务局在责成永康蒋依依影视文化工作室向永康市税务局税务服务大厅自行申报后，该公司申报2017、2018年补扣并补缴蒋依依劳务报酬个人所得税及滞纳金共计人民币2,387,925.49元，款项已收缴入库。
9月4日，“蒋依依工作室”发布微博回应，称蒋依依及工作室确实曾以自行申报的方式补缴蒋依依个人所得税及滞纳金，但蒋依依工作室在自行管理企业物品、取得财务资料后，积极、主动核查税务情况并配合税务机关工作，不存在“对2019年之前的偷税漏税情况只字未提，仍抱有侥幸心理”的放任状态。
9月7日，新浪新闻微博发文【#明星偷税漏税为什么屡禁不止#】点名蒋依依。

## 外部連結
- 蔣依依的新浪博客
- 蔣依依的新浪微博